# Annie Petersson
Annie Sara Maria Petersson, född 11 september 1886 i Torpa församling, Kronobergs län, död 30 december 1966 i Oscars församling, Stockholm, var en svensk musikdirektör. 
Petersson studerade vid Kungliga Musikkonservatoriet 1904–06, avlade organistexamen 1906 och  musiklärarexamen efter privatstudier för Anna Bergström-Simonsson 1909. Hon var musiklärare vid ett flertal skolor i Stockholm, ordinarie sånglärare vid Stockholms folkskolor från 1910, lärare i talteknik vid provårskurs, vid läroverken i Stockholm samt vid ett flertal kurser i skolsångsmetodik för lärare. 
Petersson var ledare för sångstunderna i skolradion 1939–42 samt skolradions sångstunder för de yngsta 1943–44. Hon var vice ordförande i Stockholms sånglärarförening och i Stockholmskretsen av Musiklärarnas Riksförbund, ordförande i Stockholms folkskolors övningslärarförening under ett flertal år och styrelseledamot i Samfundet för unison sång. Hon var ledare för Svenska sjuksköterskeföreningens damkör samt körerna vid Sophiahemmet och Svenska Röda Korsets sjuksköterskeskolor. 
Petersson utgav Röstvård och tonbildning i skolan (tillsammans med Lilly Lindell, 1934, andra upplagan 1944), Vi sjunger och spelar: den grundläggande musikundervisningen i skolan (1949, femte upplagan 1959) och Sång och spel (redaktör, tillsammans med Birger Oldermark, 1951, sjätte upplagan 1968). Hon redigerade Nu ska vi sjunga (1943 och senare upplagor), var medredaktör för tidningen Skolmusik och medarbetare i ett flertal facktidningar. Hon invaldes som associé av Kungliga Musikaliska Akademien 1951.
Annie Petersson var dotter till skolläraren och organisten Jonas Magnus Petersson och Johanna Kristina, ogift Magnusson. Hon förblev ogift och är begravd i familjegrav på Torpa kyrkogård i Småland.